# 阿部正秋
阿部正秋（1700年（元禄13年）—1729年7月28日（享保14年7月3日）），武藏国忍藩主·阿部正乔长男。母亲是井伊直该之女。从五位下、备前守。忠秋系阿部家嫡子，享保10年（1725年）被废，享保14年（1729年）去世。